# Auto-GPT
Auto-GPT è un agente intelligente capace di scomporre un obiettivo assegnatogli in linguaggio naturale e di dedurne delle sotto-attività più semplici che esegue mediante Internet e altri strumenti all'interno di un'iterazione automatica. Esso adotta le API di GPT-3.5 e di GPT-4, configurandosi come una delle prime applicazioni che impiegano GPT-4 per eseguire attività in autonomia.

## Funzionamento
A differenza dei sistemi interattivi come ChatGPT, che necessitano dell'inserimento di comandi manuali per ogni attività, Auto-GPT si assegna nuovi sotto-obiettivi funzionali al conseguimento di un obiettivo maggiore, senza la necessità di un costante input da parte umana. Auto-GPT è capace di assegnarsi dei comandi in funzione degli obiettivi che gli vengono dati. È in grado di eseguire delle risposte al prompt inizialmente dato per portare a termine un'attività obiettivo e, così facendo, crea e modifica i propri prompt con istanze ricorsive e in risposta alle nuove informazioni acquisite.  I suoi sviluppatori affermano che è da solo capace di scrivere e migliorare il proprio codice, capace di "eseguire il debug, lo sviluppo e l'auto-miglioramento in modo ricorsivo". Tuttavia, per impostazione predefinita, può eseguire queste attività soltanto per programmi nuovi e relativamente semplici o per quelli copiati da GitHub; generalmente, non può modificare il proprio sistema di base o qualsiasi entità sia in relazione con i sistemi GPT che utilizza. Auto-GPT gestisce la memoria a breve e a lungo termine accedendo in lettura e in scrittura a database e file; gestisce i requisiti di lunghezza della finestra di contesto con riepilogo; può eseguire azioni basate su Internet come ricerche Web, compilazione di moduli Web e interazioni non presidiate con le API. Include anche una funzionalità di sintesi vocale per l'output di questo tipo.
Il pubblico evidenziò l'abilità di Auto-GPT di scrivere, eseguire il debug, testare e modificare il codice in modo iterativo, e il fatto che questa capacità potesse estendersi al codice del programma stesso, consentendo una qualche forma di automiglioramento. Tuttavia, i modelli GPT sottostanti sono proprietari  e quindi Auto-GPT non è in grado di modificarli.

## Contesto
Il 14 marzo 2023 OpenAI pubblicò il suo quarto modello linguistico di grandi dimensioni chiamato GPT-4. Gli osservatori rimasero subito colpiti dai notevoli miglioramenti prestazionali del modello in un'ampia gamma di attività. Come modello di predizione del testo, GPT-4 non ha la capacità di eseguire azioni in modo autonomo; durante i test di sicurezza in fase pre-rilascio, i ricercatori del red team scoprirono che GPT-4 poteva essere abilitato a eseguire azioni nel mondo reale come convincere un agente del sito TaskRabbit a risolvere un CAPTCHA per Auto-GPT. Un team di ricercatori Microsoft dichiarò che, date le ampie capacità di GPT-4 a livelli che si avvicinano a quelli degli umani, GPT-4 "potrebbe ragionevolmente essere visto come una versione iniziale (ma ancora incompleta) di un sistema di intelligenza artificiale di tipo generale (AGI)". I ricercatori sottolinearono anche che i loro esperimenti avevano trovato limitazioni significative nel sistema.
Auto-GPT fu rilasciato il 30 marzo 2023 da Toran Bruce Richards, il fondatore della società di videogiochi Significant Gravitas Ltd. Poco dopo diventò il principale repository di tendenza su GitHub e da allora fu ripetutamente all'attenzione del pubblico di Twitter.

## Problematiche
Al 2023, non è chiaro se il sistema troverà un'adozione pratica. Oltre ad essere affetto dalle allucinazioni del modello linguistico sottostante, Auto-GPT spesso ha anche problemi a rimanere "concentrato" sulle attività che sta eseguendo, senza perdersi in attività inutilmente complesse. Si tratta di problemi che gli sviluppatori stanno provando a risolvere. Dopo aver completato con successo un compito, di solito non ricorda come eseguirlo per la successiva occasione e, quando vi riesce, ad esempio quando scrive un programma, spesso non si ricorda di utilizzarlo in seguito. Auto-GPT fatica a scomporre efficacemente le attività e incontra difficoltà a comprendere i contesti delle problematiche e il modo in cui gli obiettivi si sovrappongono.

## Applicazioni
AgentGPT è l'estensione che integra AutoGPT nel proprio browser web, consentendo anche ai non programmatori di creare i propri agenti. Un'altra estensione è ChaosGPT.